# Municipio de Atlantic (condado de Carteret)
El municipio de Atlantic (en inglés: Atlantic Township) es un municipio ubicado en el  condado de Carteret en el estado estadounidense de Carolina del Norte. En el año 2010 tenía una población de 694 habitantes.

## Geografía
El municipio de Atlantic se encuentra ubicado en las coordenadas 34°54′0.59″N 76°21′1.7″O / 34.9001639, -76.350472.